# Sinc-Funktion
Der Sinus cardinalis, auch si-Funktion, Kardinalsinus oder Spaltfunktion ist eine analytische Funktion. Die Bezeichnung Kardinalsinus geht auf Philip M. Woodward aus dem Jahr 1953 zurück. Die Nomenklatur ist in der Literatur nicht einheitlich festgelegt, insbesondere in der englischsprachigen Literatur wird die Bezeichnung {\displaystyle \operatorname {sinc} } sowohl für die normierte als auch für die nicht normierte Variante verwendet. In der deutschsprachigen Literatur wird eine Unterscheidung zwischen den beiden Festlegungen getroffen und die nichtnormierte Version als
{\displaystyle \operatorname {si} (x)={\frac {\sin x}{x}}}

si(x): Nichtnormierter Sinus cardinalis
sinc(x) = si(π·x): Normierter Sinus cardinalis

definiert. In der Informationstheorie und der digitalen Signalverarbeitung, den Anwendungsgebieten der {\displaystyle \operatorname {sinc} }-Funktion, findet hingegen meist die normierte Form mit der Bezeichnung {\displaystyle \operatorname {sinc} } Anwendung:
{\displaystyle \operatorname {sinc} (x)={\frac {\sin \pi x}{\pi x}}}
Die im deutschen Sprachraum übliche Bezeichnung {\displaystyle \operatorname {si} } für den nicht normierten Kardinalsinus ist nicht mit dem Integralsinus {\displaystyle \operatorname {Si} }, der Stammfunktion der {\displaystyle \operatorname {si} }-Funktion, zu verwechseln.

## Eigenschaften

### Allgemeines
An der hebbaren Singularität bei {\displaystyle x=0} werden die Funktionen durch den Grenzwert {\displaystyle \operatorname {si} (0)=1} bzw. {\displaystyle \operatorname {sinc} (0)=1} stetig fortgesetzt, der sich aus dem Einschnürungssatz ergibt; manchmal wird die Definitionsgleichung auch mit Fallunterscheidung geschrieben.
Softwarepakete wie Matlab verwenden meist die normierte {\displaystyle \operatorname {sinc} }-Funktion, welche sich auch als Produkt oder mit Hilfe der Gammafunktion {\displaystyle \Gamma (\cdot )} ausdrücken lässt als:
{\displaystyle {\frac {\sin \pi x}{\pi x}}=\prod _{n=1}^{\infty }\left(1-{\frac {x^{2}}{n^{2}}}\right)={\frac {1}{\Gamma (1+x)\Gamma (1-x)}}}
Die Taylorreihe der {\displaystyle \operatorname {si} }-Funktion lässt sich unmittelbar aus der {\displaystyle \sin }-Funktion herleiten zu:
{\displaystyle {\frac {\sin x}{x}}=\sum _{n=0}^{\infty }(-1)^{n}{\frac {x^{2n}}{(2n+1)!}}=1-{\frac {x^{2}}{6}}+{\frac {x^{4}}{120}}\mp \cdots }
Die sphärische Bessel-Funktion erster Art {\displaystyle j_{0}} ist mit der {\displaystyle \operatorname {si} }-Funktion identisch:
{\displaystyle j_{0}(x)={\frac {\sin x}{x}}}

### Nullstellen
{\displaystyle \operatorname {si} (x)={\frac {\sin x}{x}}=\operatorname {sinc} \left({\frac {x}{\pi }}\right)=0} gilt für {\displaystyle \ x\in \{n\pi \ \mid \ n\in \mathbb {Z} \setminus \{0\}\}}

### Maxima und Minima

Die Extrema von si(x) fallen mit ihren Schnittpunkten (kleine, weiße Punkte) mit dem Kosinus zusammen
si(x) = sin(x)/x
cos(x)

Die Extrema von {\displaystyle \operatorname {si} } mit positiver {\displaystyle x}-Koordinate {\displaystyle x_{n},n\geq 1}, liegen in guter Näherung bei
{\displaystyle x_{n}\approx (n+{\tfrac {1}{2}})\pi -{\frac {1}{(n+{\frac {1}{2}})\pi }}}
wobei für ungerade {\displaystyle n} ein Minimum angenommen wird und für gerade {\displaystyle n} ein Maximum.
Für das erste Extremum mit positiver {\displaystyle x}-Koordinate – das Minimum bei {\displaystyle x_{1}\approx 4{,}49} – ist der absolute Fehler des Näherungswertes bereits deutlich kleiner als 1/100.
Neben diesen Extrema und dem absoluten Maximum bei 0 besitzt die Kurve wegen ihrer Symmetrie zur {\displaystyle y}-Achse auch Extrema bei {\displaystyle -x_{n}}.
| x                              | min / max |
| ------------------------------ | --------- |
| 0                              | max       |
| ≈ 4,4934095 ≈ 1½π − 0,219284   | min       |
| ≈ 7,7252518 ≈ 2½π − 0,12873    | max       |
| ≈ 10,904122 ≈ 3½π − 0,091452   | min       |
| ≈ 14,066194 ≈ 4½π − 0,070973   | max       |
| ≈ 17,220755 ≈ 5½π − 0,057989   | min       |
| ≈ 20,371303 ≈ 6½π − 0,049049   | max       |
| ≈ 23,519452 ≈ 7½π − 0,042493   | min       |
| ≈ 26,666054 ≈ 8½π − 0,042998   | max       |
| ≈ 29,811599 ≈ 9½π − 0,033531   | min       |
| ≈ 32,956389 ≈ 10½π − 0,030334  | max       |
| ≈ 36,100622 ≈ 11½π − 0,0276935 | min       |
| ≈ 39,244432 ≈ 12½π − 0,025476  | max       |
|                                |           |
|                                |           |
| ≈ (2n−½)·π − ((2n−½)·π)−1      | min       |
| ≈ (2n+½)·π − ((2n+½)·π)−1      | max       |

### Fouriertransformierte der Rechteckfunktion
Die sinc-Funktion ist die Fouriertransformierte der Rechteckfunktion
{\displaystyle \operatorname {rect} \left({\frac {t}{\tau }}\right)=\chi _{[-\tau /2,\tau /2]}(t):={\begin{cases}1&|t|\leq \tau /2\\0&{\text{sonst}}\end{cases}}}
denn es gilt
{\displaystyle {\mathcal {F}}(\chi _{[-\tau /2,\tau /2]})(\omega )={\frac {1}{\sqrt {2\pi }}}\int \limits _{-\tau /2}^{\tau /2}\mathrm {e} ^{-\mathrm {i} \omega t}\,\mathrm {d} t={\frac {1}{\sqrt {2\pi }}}\,\tau \,\operatorname {si} \left({\frac {\omega \tau }{2}}\right)}  .
Aus den Eigenschaften der Fourier-Transformation folgt, dass die sinc-Funktion analytisch und damit beliebig oft stetig differenzierbar ist. Aus der Plancherel-Identität der Fourier-Transformation folgt weiter, dass sie orthogonal zu Verschiebungen ihrer selbst um ganzzahlige Vielfache von {\displaystyle \pi } ist, es gilt
{\displaystyle \langle \operatorname {si} (x-k\pi ),\,\operatorname {si} (x-l\pi )\rangle ={\frac {\pi }{2}}\int _{-1}^{1}\mathrm {e} ^{-\mathrm {i} (l-k)\pi t}\,\mathrm {d} t=\pi \operatorname {si} ((l-k)\pi )=\pi \delta _{l,k}}  ,
wobei {\displaystyle \delta _{l,k}} das Kronecker-Delta bezeichnet.
Mit einer passenden Normierung bilden diese Verschiebungen der sinc-Funktion also ein Orthonormalsystem im Funktionenraum {\displaystyle L^{2}(\mathbb {R} )} . Die Projektion auf den von den {\displaystyle \operatorname {sinc} (x-k\pi )} aufgespannten Unterraum ergibt sich als
{\displaystyle P(f)(x)={\frac {1}{\pi }}\sum _{k=-\infty }^{\infty }\langle f(t),\,\operatorname {si} (t-k\pi )\rangle \;\operatorname {si} (x-k\pi )}  .
Aufgrund der Interpolationseigenschaft gilt {\displaystyle P(f)(n\pi )={\frac {1}{\pi }}\langle f(t),\,\operatorname {si} (t-n\pi )\rangle \;} , also
{\displaystyle P(f)(x)=\sum _{k=-\infty }^{\infty }P(f)(k\pi )\;\operatorname {si} (x-k\pi )}  .
Funktionen aus diesem Unterraum sind also durch ihre Werte an den Stellen {\displaystyle \{k\pi :k\in \mathbb {Z} \}} eindeutig bestimmt.
Die Rechteckfunktion als Fouriertransformierte der {\displaystyle \operatorname {sinc} }-Funktion hat beschränkten Träger, ist daher samt den Linearkombinationen ihrer Verschiebungen bandbeschränkt. Umgekehrt ist jede bandbeschränkte als eine solche Linearkombination darstellbar, und daher durch die Funktionswerte an den genannten Stützstellen eindeutig bestimmt. Das ist die Aussage des WKS-Abtasttheorems.

### Ableitungen
Die {\displaystyle n}-te Ableitung von
{\displaystyle \operatorname {si} (x)={\frac {\sin x}{x}}}
lässt sich für alle {\displaystyle x\neq 0} analytisch bestimmen zu:
{\displaystyle {\frac {\mathrm {d} ^{n}\!\operatorname {si} (x)}{\mathrm {d} x^{n}}}=\sum _{m=0}^{n}{\frac {n!}{m!}}(-1)^{n-m}{\frac {\mathrm {d} ^{m}\,\sin \,x}{\mathrm {d} \,x^{m}}}{\frac {1}{x^{n-m+1}}}={\frac {1}{x}}\left({\frac {\mathrm {d} ^{n}\,\sin \,x}{\mathrm {d} \,x^{n}}}-n{\frac {\mathrm {d} ^{n-1}\operatorname {si} (x)}{\mathrm {d} \,x^{n-1}}}\right)}
Die daraus gebildeten ersten zwei Ableitungen lauten:
{\displaystyle {\frac {\mathrm {d} \,\operatorname {si} (x)}{\mathrm {d} \,x}}={\frac {\cos \,x}{x}}-{\frac {\sin \,x}{x^{2}}}}
{\displaystyle {\frac {\mathrm {d} ^{2}\,\operatorname {si} (x)}{\mathrm {d} \,x^{2}}}=-{\frac {\sin \,x}{x}}-{\frac {2\,\cos \,x}{x^{2}}}+{\frac {2\,\sin \,x}{x^{3}}}}

### Fläche
Die gesamte Fläche unter dem Integral beträgt
{\displaystyle \int _{-\infty }^{\infty }\operatorname {si} (x)\ \mathrm {d} x=\pi }
und entsprechend
{\displaystyle \int _{-\infty }^{\infty }\operatorname {sinc} (x)\ \mathrm {d} x=1}.

## Beziehung zur Delta-Distribution
Mit der normierten sinc-Funktion lässt sich die Delta-Distribution durch den schwachen Grenzwert definieren:
{\displaystyle \lim _{a\to 0}{\frac {\sin \left({\frac {\pi x}{a}}\right)}{\pi x}}=\lim _{a\to 0}{\frac {1}{a}}\operatorname {sinc} \left({\frac {x}{a}}\right)=\delta (x).}
Der auftretende Grenzwert ist kein gewöhnlicher Grenzwert, da die linke Seite der Gleichung nicht konvergiert. Genauer definiert der Grenzwert eine Distribution
{\displaystyle \lim _{a\to 0}\int _{-\infty }^{\infty }{\frac {1}{a}}\operatorname {sinc} \left({\frac {x}{a}}\right)\varphi (x)\,\mathrm {d} x=\varphi (0)}
für jede Schwartz-Funktion. In der obigen Gleichung geht die Zahl der Oszillationen pro Längeneinheit der Sinc-Funktion zwar für {\displaystyle a\rightarrow 0} gegen Unendlich, trotzdem oszilliert die Funktion für jedes {\displaystyle a} im Intervall {\displaystyle \pm {\frac {1}{\pi x}}}.
Diese Definition zeigt, dass man von der Delta-Distribution nicht wie von einer gewöhnlichen Funktion denken sollte, die ausschließlich für {\displaystyle x=0} einen beliebig großen Wert annehmen. Ein ähnliches Problem zeigt auch das Gibbs-Phänomen.

## Anwendung

### Signalverarbeitung
Die {\displaystyle \operatorname {sinc} }-Funktion hat insbesondere in der digitalen Signalverarbeitung eine große Bedeutung. Sie tritt in der sogenannten Samplingreihe (oder Kardinalreihe, E. T. Whittaker 1915) auf, mit Hilfe derer ein kontinuierliches bandbeschränktes Signal {\displaystyle x} aus seinen Abtastwerten {\displaystyle x(k\Delta t)} rekonstruiert bzw. eine beliebige Stützstellenfolge zu einem kontinuierlichen Signal fortgesetzt wird:
{\displaystyle x(t)=\sum _{k=-\infty }^{\infty }{x(k\Delta t)\cdot \operatorname {sinc} \left({\frac {1}{\Delta t}}(t-k\Delta t)\right)}}
Diese ist die Interpolationsformel geringster Schwankung, d. h., das Frequenzspektrum ist beschränkt und hat die kleinstmögliche höchste (Kreis-)Frequenz {\displaystyle {\tfrac {\pi }{\Delta t}}} bzw. Frequenz {\displaystyle {\tfrac {1}{2\Delta t}}}. Ist die Voraussetzung der Bandbeschränktheit für das Signal {\displaystyle x} nicht mehr gegeben, hat also das Ausgangssignal Anteile höherer Frequenzen, so ist die Folge dieser Abtastwerte zu grobmaschig, die hochfrequenten Anteile werden in zusätzliche niederfrequente Anteile umgesetzt, d. h., es tritt Aliasing (Fehlzuordnung der Frequenzanteile) auf.

### Beugung am Spalt
Bei der Beugung von Wellen an einem Spalt bilden die Amplituden ein Beugungsmuster, das sich durch Fouriertransformation einer rechteckigen Öffnungsfunktion erklären lässt. Deshalb wird der Kardinalsinus auch als Spaltfunktion bezeichnet. Die bei der Beugung von Licht vom Auge wahrgenommene Helligkeitsverteilung ist allerdings das Quadrat der Wellenamplitude; sie folgt daher der quadrierten Funktion {\displaystyle \operatorname {sinc} ^{2}}.

### Primzahlverteilung und Kernphysik
Der Funktionsterm {\displaystyle \textstyle \left({\tfrac {\sin \pi x}{\pi x}}\right)^{\!2}}
beschreibt in der Physik die Paar-Korrelations-Verteilung der Energien der Eigenzustände von schweren Atomkernen. In der Mathematik beschreibt er die mit der Verteilung von Primzahlen assoziierte Paar-Korrelation der Nullstellen für die Riemannsche Zetafunktion. Die Gemeinsamkeit liegt in der beiden zugrundeliegenden Theorie der Zufallsmatrizen, worauf zuerst der Physiker Freeman Dyson 1972 im Gespräch mit dem Mathematiker Hugh Montgomery hinwies.

### Kreissektor
Gegeben sei ein spitzwinkliger Kreissektor, in welchem eine Gerade durch einen der beiden äußeren Eckpunkte so eingezeichnet wird, dass ein rechtwinkliges Dreieck entsteht, siehe Abbildung rechts. Hier ist die Gegenkathete, {\displaystyle h}, gleich dem Produkt aus der Länge des zugehörigen Kreisbogens, {\displaystyle b}, und dem Kardinalsinus des eingeschlossenen Mittelpunktswinkels, {\displaystyle \alpha }. Der Radius des Kreises, {\displaystyle R}, spielt in dieser Gleichung keine Rolle.

Skizze zur Verdeutlichung des Zusammenhangs zwischen dem Kardinalsinus und einem rechtwinkligen Dreieck in einem Kreissektor

## Abgrenzung
Die Tanc-Funktion weist eine strukturell hohe Ähnlichkeit zu der Spaltfunktion auf, zählt aber nicht zu den Kardinalfunktionen.